# اچ‌دی ۳۰۴۴۲
اچ‌دی ۳۰۴۴۲ یک ستاره است که در صورت فلکی زرافه قرار دارد.